# Losing You (Dead by April)
"Losing You" is de naam van de eerste officiële single van Dead by April. Het nummer was in 2009 en 2010 tevens het populairste nummer van de band.

## Muziek
Europese cd-single

| Nr. | Titel                    | Schrijver(s)                    | Duur |
| --- | ------------------------ | ------------------------------- | ---- |
| 1.  | Losing You (Albumversie) | Pontus Hjelm en Jimmie Strimell | 3:53 |

Promo-cd

| Nr. | Titel                       | Schrijver(s)                    | Duur |
| --- | --------------------------- | ------------------------------- | ---- |
| 1.  | Losing You (Albumversie)    | Pontus Hjelm en Jimmie Strimell | 3:53 |
| 2.  | Losing You (Radiobewerking) | Pontus Hjelm en Jimmie Strimell | 3:30 |

Cd-single voor het Verenigd Koninkrijk

| Nr. | Titel                            | Schrijver(s)                    | Duur |
| --- | -------------------------------- | ------------------------------- | ---- |
| 1.  | Losing You (Alternatieve versie) | Pontus Hjelm en Jimmie Strimell | 3:56 |
| 2.  | My Saviour                       | Pontus Hjelm en Jimmie Strimell | 3:13 |

iTunes single

| Nr. | Titel                                        | Schrijver(s)                    | Duur |
| --- | -------------------------------------------- | ------------------------------- | ---- |
| 1.  | Losing You (Albumversie)                     | Pontus Hjelm en Jimmie Strimell | 3:53 |
| 2.  | Losing You (Bewerkte versie, zonder screams) | Pontus Hjelm en Jimmie Strimell | 3:30 |

Verenigd Koninkrijk/iTunes ep

| Nr. | Titel                               | Schrijver(s)                    | Duur |
| --- | ----------------------------------- | ------------------------------- | ---- |
| 1.  | Losing You                          | Pontus Hjelm en Jimmie Strimell | 3:57 |
| 2.  | Trapped (Zwaarder gemixt)           | Pontus Hjelm en Jimmie Strimell | 3:06 |
| 3.  | Stronger (Zwaarder gemixt)          | Pontus Hjelm en Jimmie Strimell | 3:58 |
| 4.  | Angels of Clarity (Zwaarder gemixt) | Pontus Hjelm en Jimmie Strimell | 3:39 |

## Hitnoteringen
| Land      | Hoogste notering | Weken     |
| --------- | ---------------- | --------- |
| Zweden    | 1                | 29 (2009) |
| Nederland | Geen             |           |
| België    | Geen             |           |